# Santa Maria de Santa Linya
Santa Maria de Santa Linya és una església romànica de Santa Linya, al municipi de les Avellanes i Santa Linya (Noguera) inclosa a l'Inventari del Patrimoni Arquitectònic de Catalunya.

## Descripció
L'església parroquial de Santa Maria de Santa Linya es troba al bell mig del nucli de Santa Linya, part de les Avellanes - Santa Linya. Està ubicada just al peu del turó on està situat el castell de la vila.
Es tracta d'un temple de tres naus. A la façana s'hi troba una portada de doble arcada adovellada amb carreus molt regulars i de pedra molt treballada. A costat i costat i de la portada, com a capçalera de cada nau lateral hi ha dues finestres quadrades. Per sobre de la portada i a mitja alçada respecte la façana hi ha un petit rosetó i just per sota de la línia de teulada (a doble vessant) hi ha una altra finestra quadrada, de mida petita.

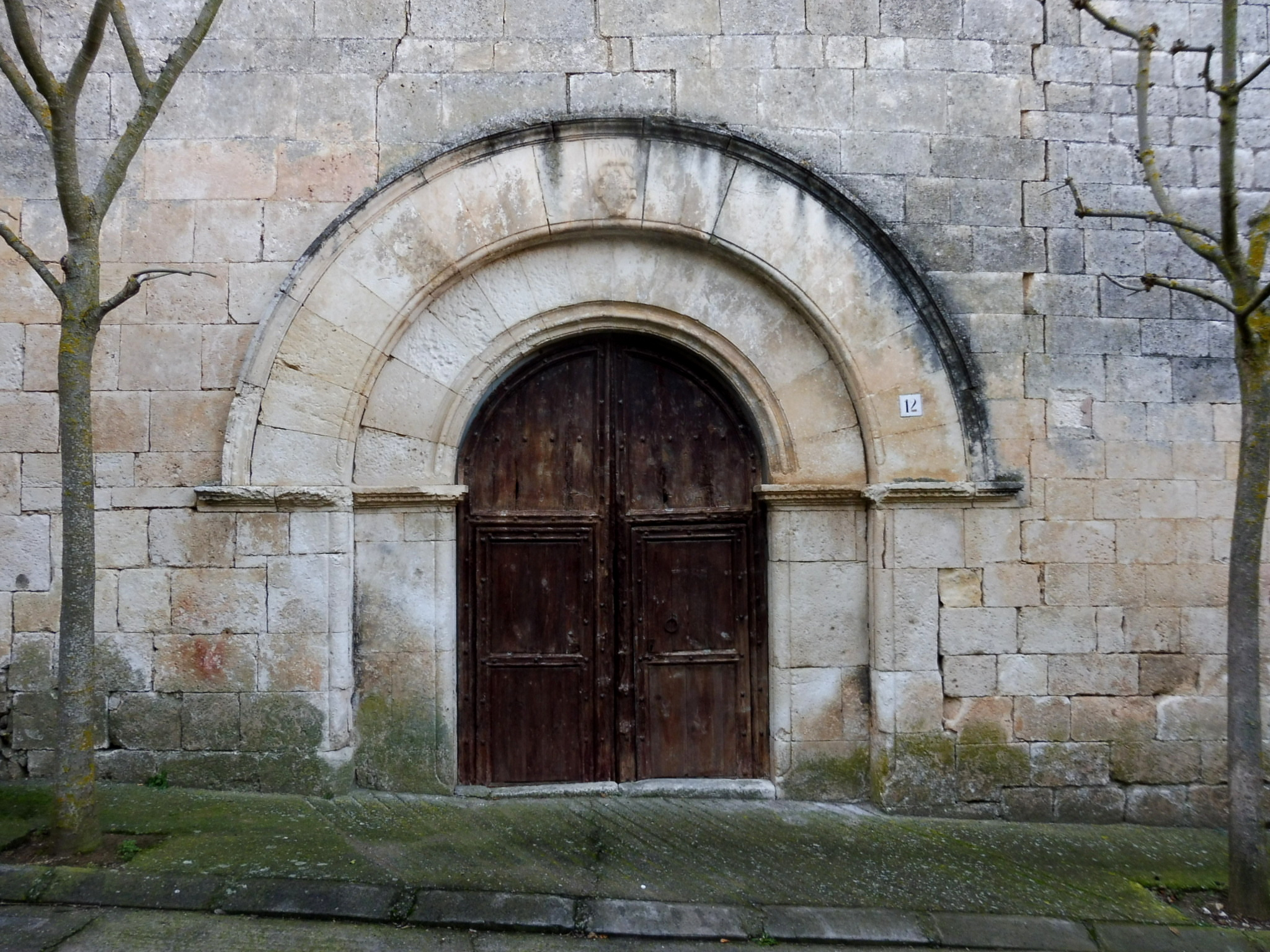
Detall de la portada

És un temple de tres naus i absis semicircular, amb cobertes suportades per pilars amb pilastres adossades i arcs de mig punt que divideixen l'espai en cinc trams. La nau central és coberta amb volta de canó amb llunetes, les naus laterals i la sagristia amb volta d'aresta i l'absis amb cúpula de quart d'esfera. Sobre els peus de la nau s'alça el cor i al costat de la capçalera, a l'angle N, el campanar de torre, amb quatre cossos i planta quadrada, que fou construït tardanament.
Els murs són fets amb carreus de pedra de mida irregular i disposats en filades regulars, a excepció de la façana principal i els angles cantoners, on els carreus són ben escairats i polits, similars als que formen les dovelles.
Tot i que alguns autors han considerat, sobre la base de l'absis semicircular i la documentació històrica, que es tracta d'un temple amb trets i origen romànic, el cert és que l'actual església fou construïda el segle xvi. Un altre fet que pot proporcionar informació sobre l'evolució històrica del temple, seria l'antiga presència d'una talla de la Mare de Déu de Santa Linya del segle xiii a l'església (avui desapareguda) i de la només se'n conserva una fotografia de l'any 1956.

## Història
La primera referència sobre aquesta església es consigna en la carta de franqueses atorgada pel comte Ermengol II d'Urgell als homes del castell de Santa Linya l'any 1036. La parròquia de Santa Linya, segurament per donació comtal, fou incorporada al patrimoni de la canònica de Solsona abans de l'any 1097, en què ja consta en la butlla que el papa Urbà II adreçà a Santa Maria de Solsona. La vinculació a aquesta canònica és corroborada per les butlles posteriors dels anys 1151, 1180 i 1188, i per l'acta de consagració de Santa Maria de Solsona del 1163. Fou sufragània seva l'església de Santa Margarida de Privà.
S'hi conservava a l'interior a mitjans del segle xx, una talla de la Mare de Déu coronada amb el Nen, feta amb fusta i policromada del segle xiii. Es coneix per una fotografia conservada a l'Arxiu Mas de Barcelona (clixé Gudiol E-327).